# Live At The Palm Cove
Live at the Palm Cove es un disco grabado en directo de la banda The Exploited grabado en el año 1983.

## Canciones
1. Exploited Barmy Army
2. Army Life
3. Cop Cars
4. Alternative
5. Fuck the Usa
6. Jimmy Boyle
7. Dead Cities
8. Sex & Violence
9. Rapist
10. Dogs Of War
11. Fuck the Mods
12. Blown to Bits
13. Troops of Tomorrow
14. Computers don't Blunder
15. I Believe in Anarchy
16. Punk's Not Dead
17. Belsen Was a Gas
18. Warhead

## Formación
- Wattie Buchan - voz, bajo en "Belsen Was a Gas" y "Warhead"
- Big John Duncan - guitarra, coros
- Gary McCormack - bajo, coros, voz en "Belsen Was a Gas" y "Warhead"
- Danny Heatley - batería

- Datos: Q2886946